# Suva Morava
Suva Morava (cyr. Сува Морава) – wieś w Serbii, w okręgu pczyńskim, w gminie Vladičin Han. W 2011 roku liczyła 821 mieszkańców.